# 法拉利汽車
法拉利是一家意大利跑車製造商，主要製造一級方程式賽車及高性能跑車。由恩佐·法拉利於意大利摩德納附近的马拉内罗創立，當時是作為愛快羅密歐的賽車部門分拆而來的阿維奧汽車（義大利語：Auto Avio Costruzioni），主要贊助賽車手及生產賽車，並早於1940年便已製作其首部賽車（阿維奧815）。但直至1947年第一輛正式鑲嵌法拉利標誌的汽車完成，這時它才被大眾認定為獨立的汽車製造商。法拉利的公路車款經常被視為速度、奢華、性感和財富的象徵。
2014年，英國品牌評價及策略顧問公司Brand Finance將法拉利評為世界最具影響力的品牌。2012年5月，美國電訊大亨克雷格・麥考（英語：Craig McCaw）以3,810萬美元私人購入一輛法拉利250 GTO（1962年製），成為歷史上最昂貴的汽車。
截至2021年，法拉利是全世界十大汽车制造商之一，市值522.1亿美元。

## 歷史
1929-1947

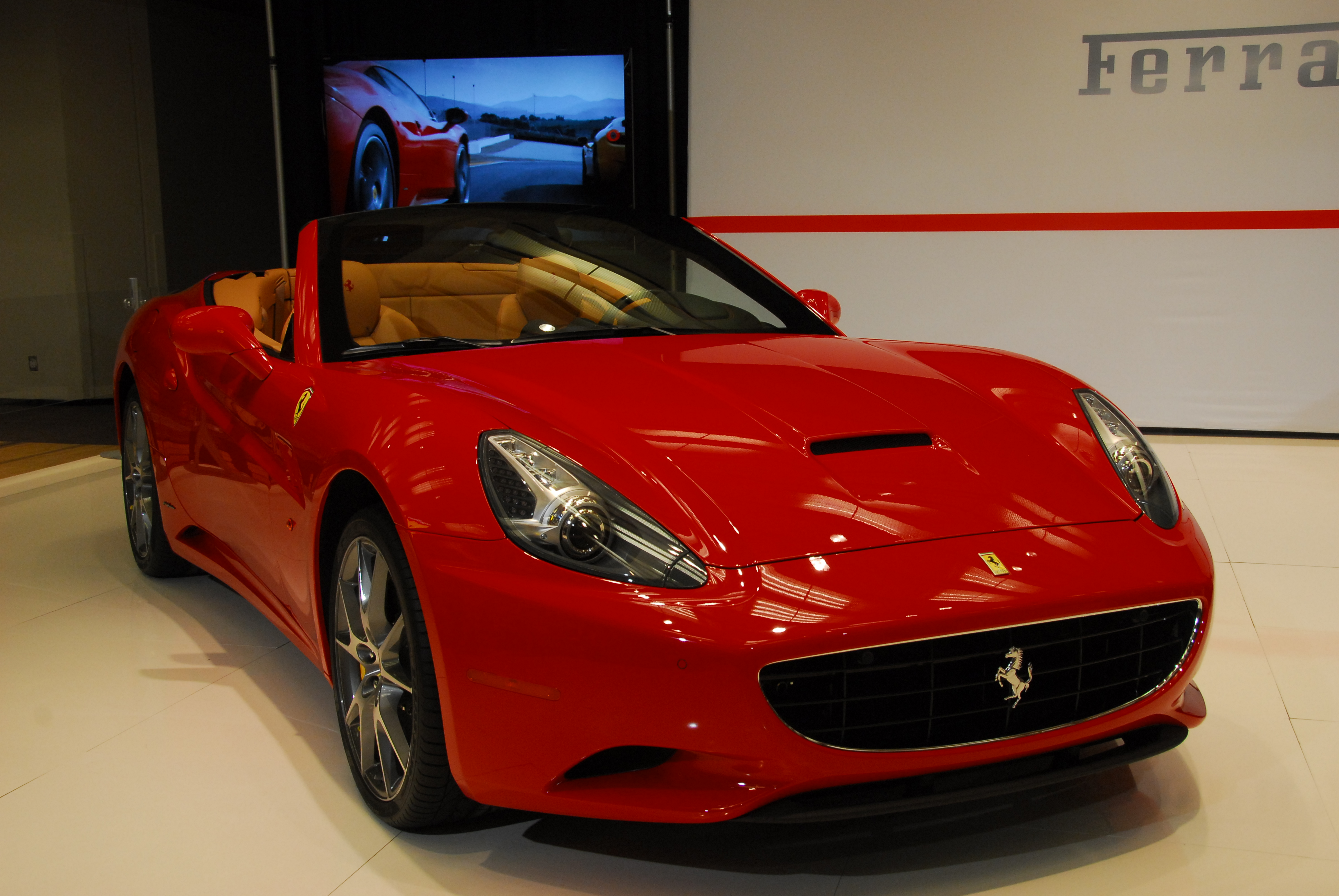
法拉利California

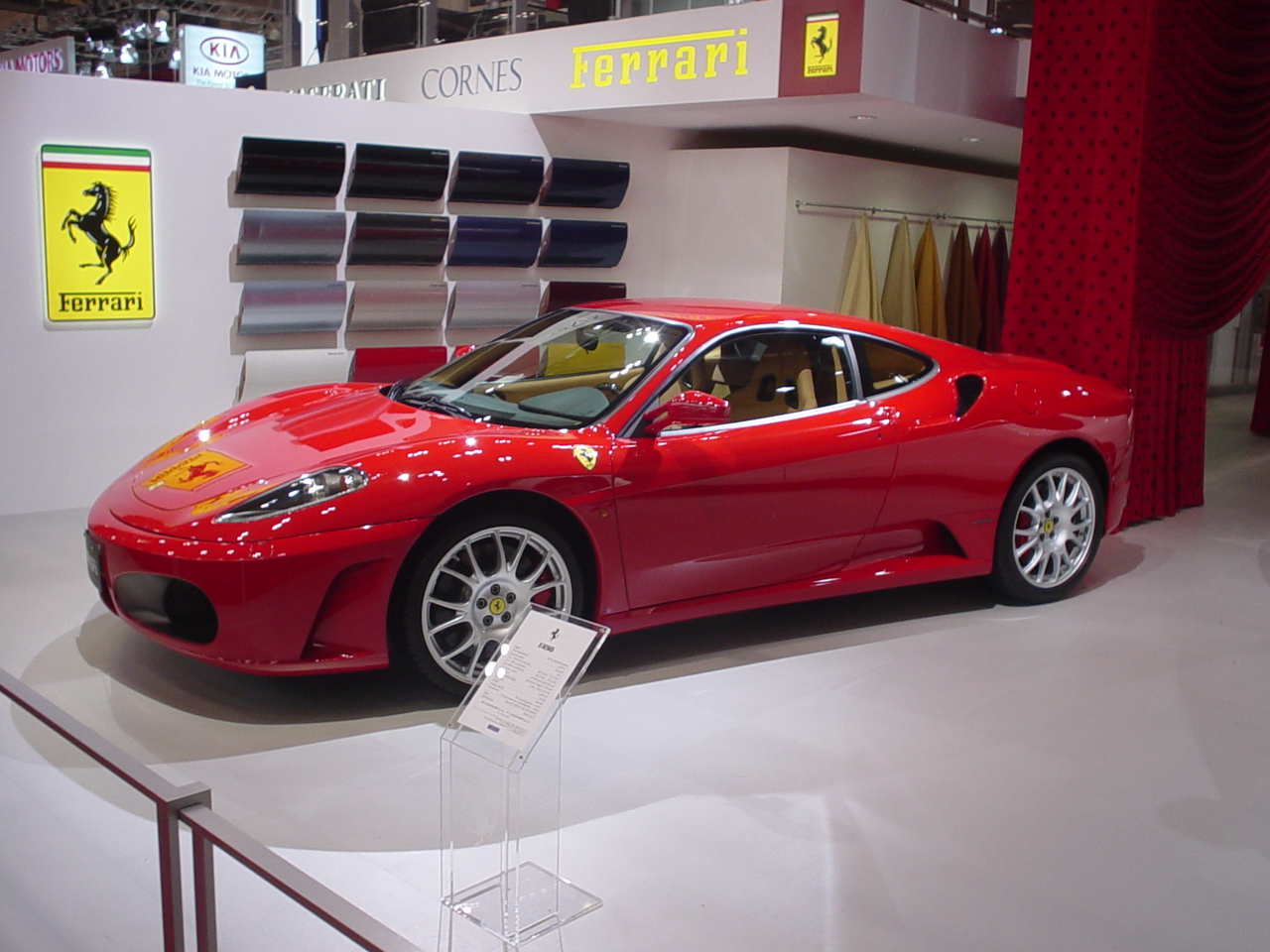
法拉利 F430

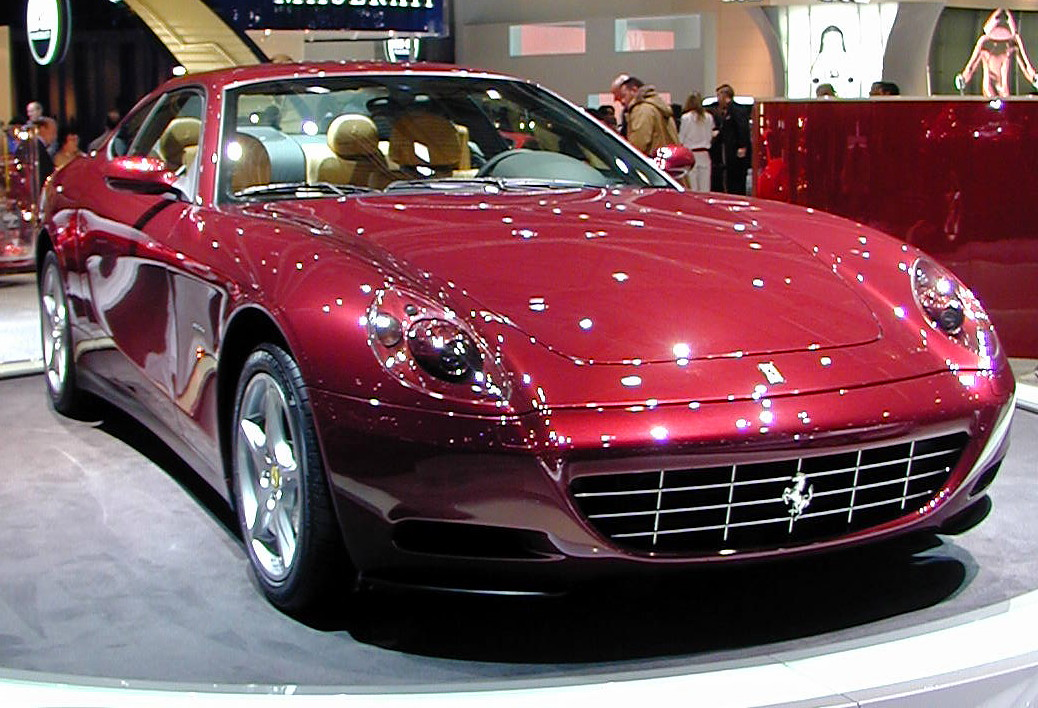
在車展中的法拉利 612 Scaglietti

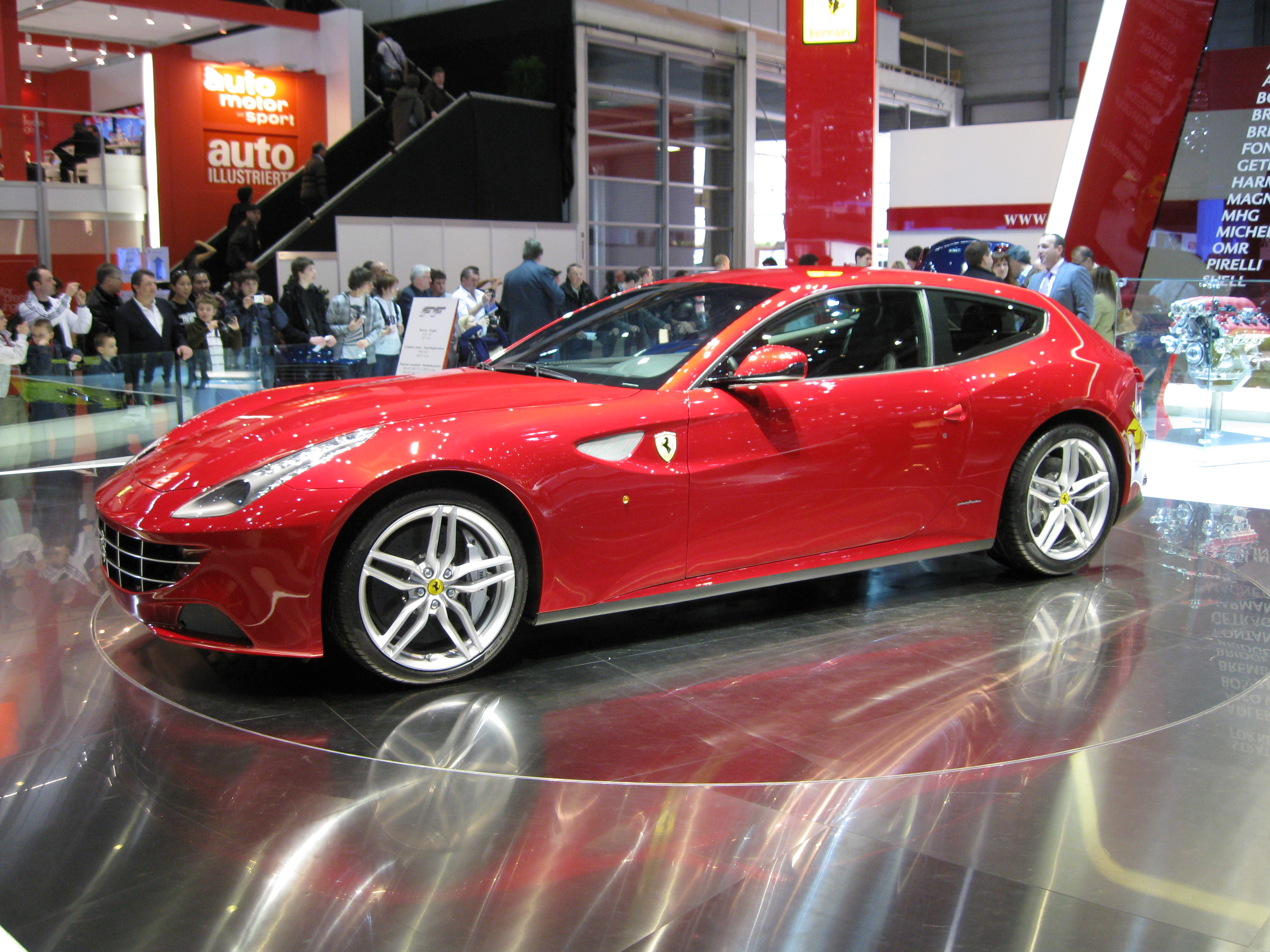
法拉利 FF

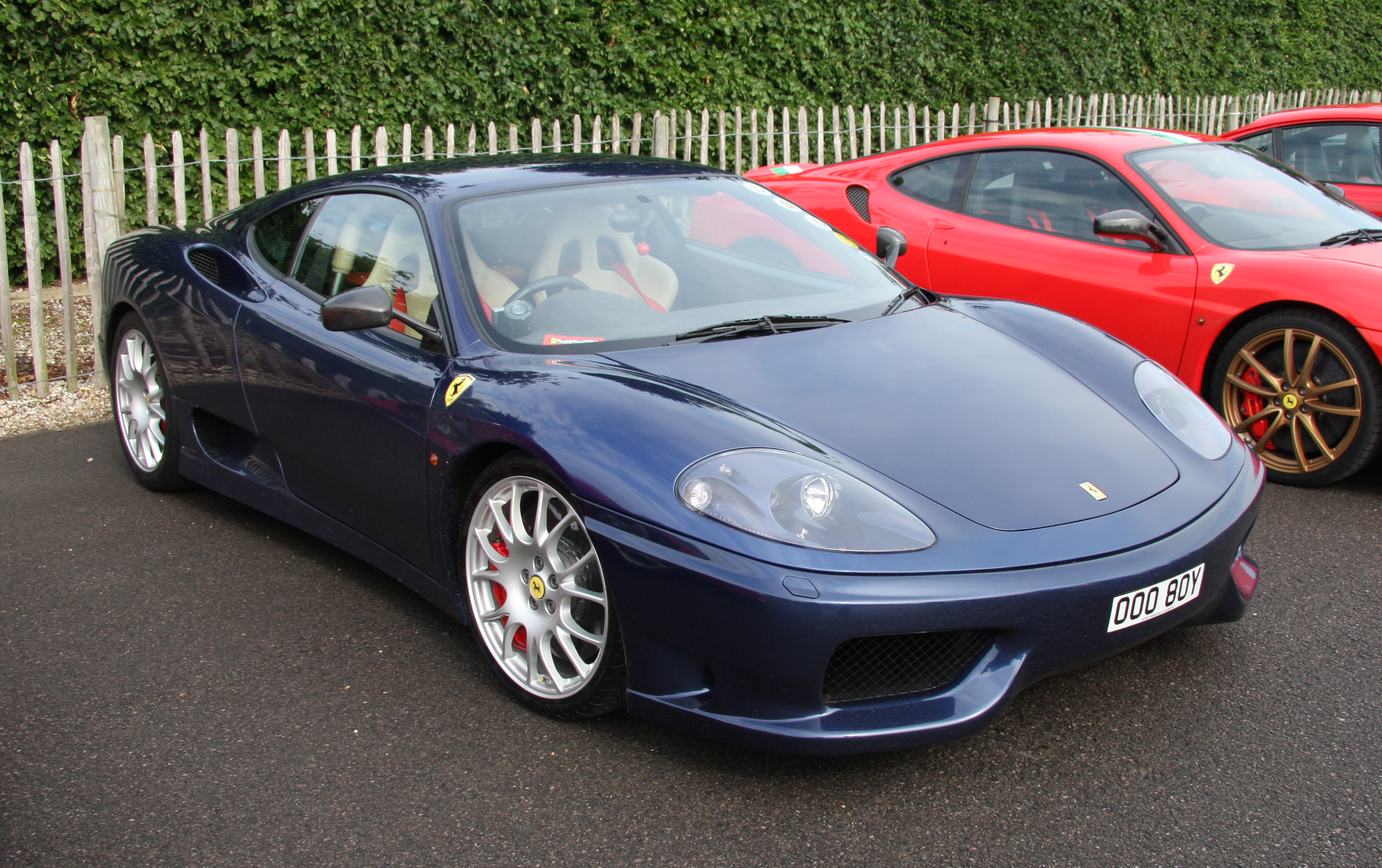
法拉利 360

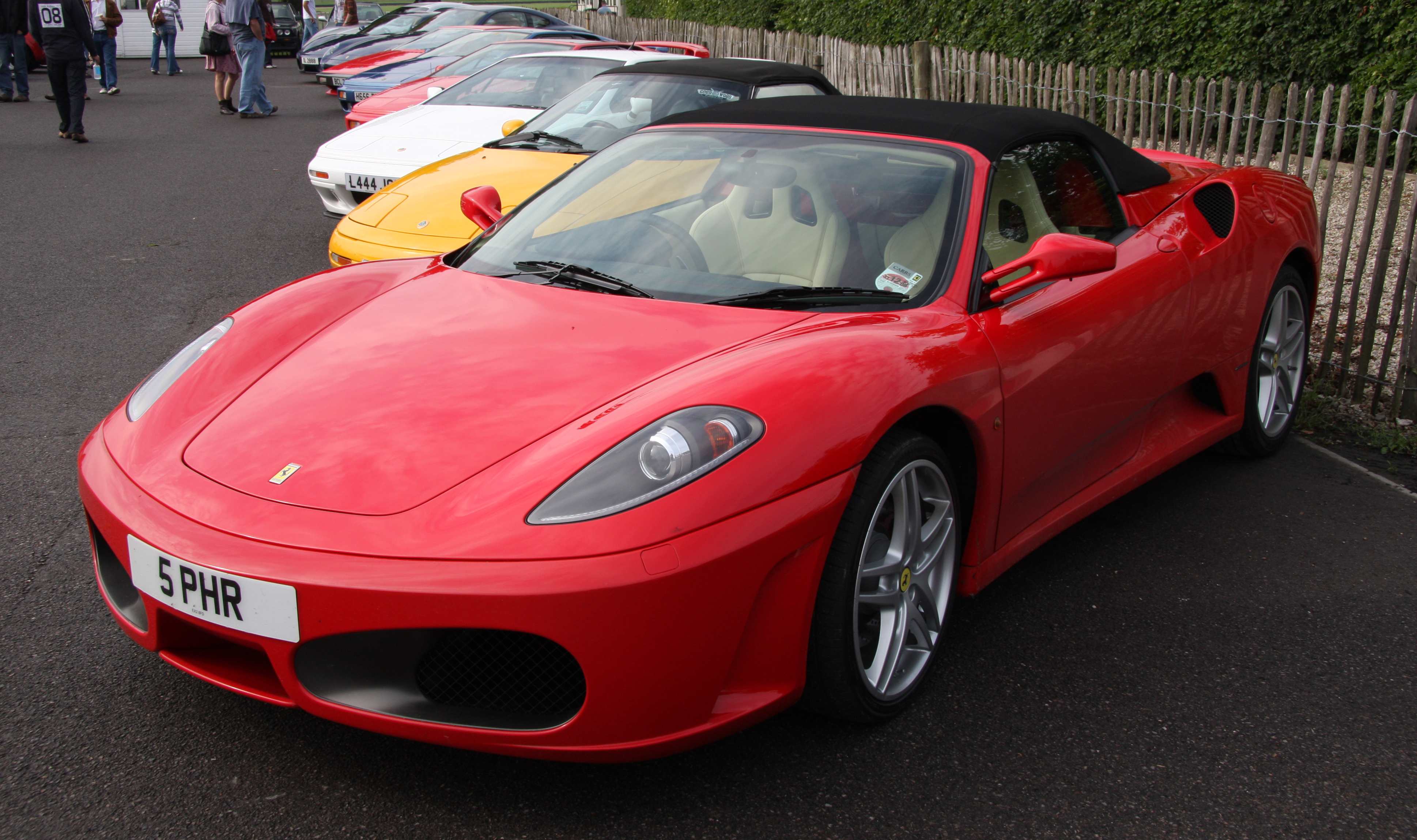
法拉利 F430 Spider

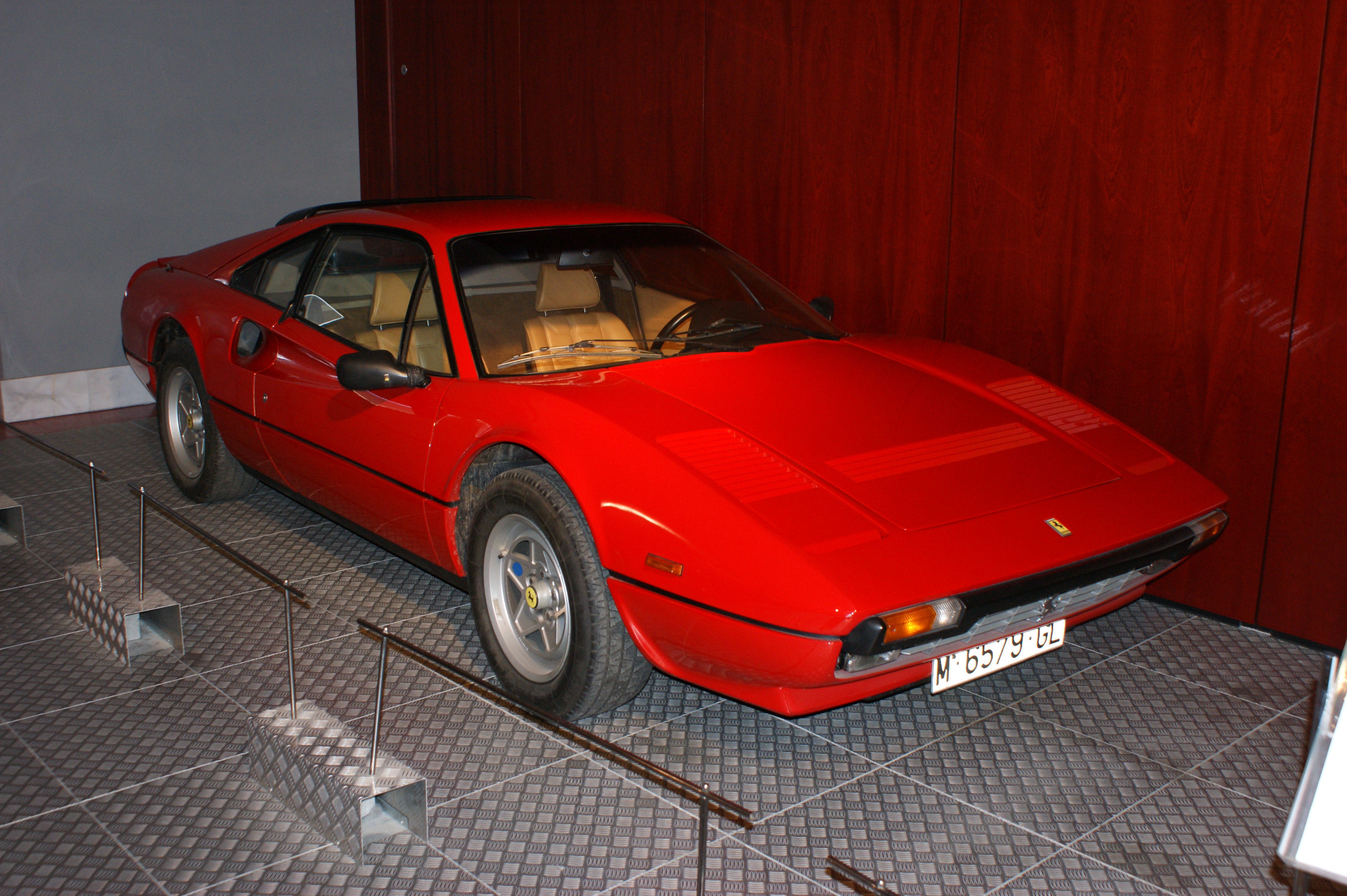
法拉利 308GTB

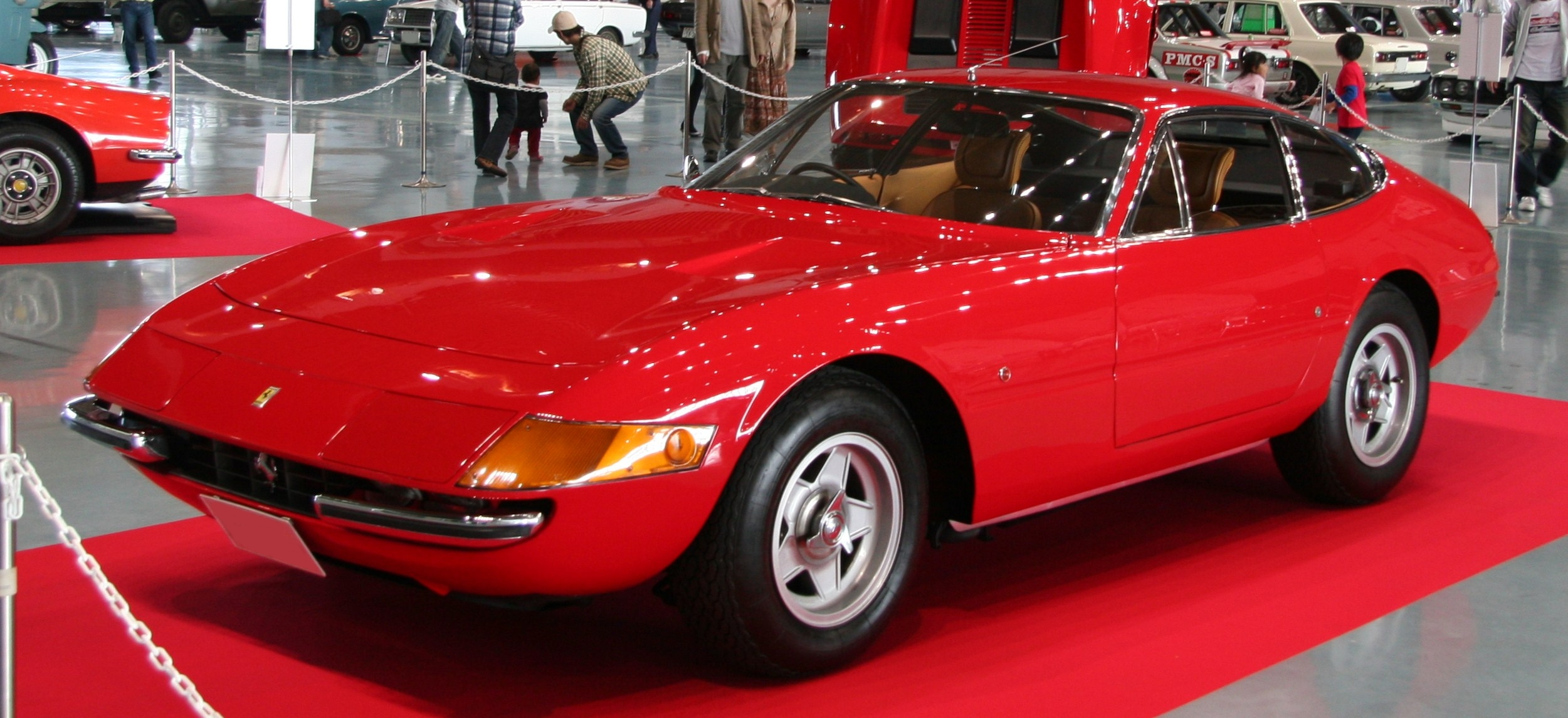
法拉利 Daytona

在1929年創辦法拉利車隊時，恩佐·法拉利原本無意製造跑車，他只作為業餘車手的贊助人。法拉利以改裝愛快羅密歐的跑車成功參與賽事，至1938年，他被愛快聘請作為賽車部的主管。
1940年，恩佐得悉愛快計劃把其心愛的法拉利車隊收購並奪取控制權，便離開愛快。但由於合約的限制，他暫時不能參與賽車，而法拉利車隊則變成Auto Avio Costruzioni Ferrari，製造機械工具及飛機配件。唯一生產的汽車則為Tipo 815，成為首部真正的法拉利汽車。但由於第二次世界大戰，競爭不太激烈。1943年，法拉利工廠遷至马拉内罗，1944年遭受轟炸，1947年重建並加建了街車生產設施，作為提供車隊經費的來源。
1945至今
第一部設計供一般道路行駛的法拉利街車是1947年的125S，以1.5公升V12引擎推動。恩佐為了賺取經費予其賽車隊法拉利車隊，迫不得已才製造及售賣此跑車。法拉利跑車很快便獲得優良的名聲。
法拉利的跑車以漂亮及流暢的線條聞名，不少設計是由著名設計工作室如宾尼法利纳負責設計，其他參與設計的工作室包括Scaglietti、Bertone、Touring、Ghia及Vignale。
1968年，為了紀念於1956年英年早逝的愛子帝諾·法拉利，傷心的恩佐便下令旗下搭載引擎汽缸數不到V12的產品一律使用Dino這個名字。而Dino這個產品代號從1968年使用至1976年，期間共有Dino 206 GT、Dino 246 GT and GTS以及Dino 308 GT4使用這個名稱。
1969年，飛雅特集团購入法拉利50% 的股權，1988年進一步提升至90%。
在2008年，飛雅特集团擁有法拉利75%股權，Mubadala Development Company則持有15%股權，而恩佐的兒子皮耶路·法拉利（Piero Ferrari）則持有10%股權。
2014年10月，菲亚特克莱斯勒汽车（FCA）宣佈將由FCA分拆法拉利。分拆於次年10月啟動，改由一家於荷蘭註冊成立的母公司Ferrari N.V.作為法拉利集團的控股公司，餘下的10%股權就以IPO和普通股並行上市形式於紐約證券交易所掛牌上市。 FCA剩餘的法拉利權益分派予FCA的股東，還有10%繼續由恩佐·法拉利的次子皮耶羅·法拉利持有。
2016年1月，完全脫離FCA集團。

### 商標
法拉利著名的躍馬標誌來自於第一次世界大戰義大利排名第一的空戰英雄佛朗西斯科·巴勒可（義大利語：Francesco Baracca）的座機標誌，巴勒可於一次大戰中戰機被奧地利高射炮擊中陣亡。其母於1932年法拉利賽車獲勝時將其座機上的躍馬標誌給予恩佐·法拉利使用，並於創辦法拉利車廠後作為車廠的商標，黃色是法拉利故鄉摩德納的代表顏色，上方的綠白紅是義大利國旗。

## 型號

### 街車
法拉利最早期的型號全為跑車。
- 1948年-1950年 166
- 1951年 195 Coupe

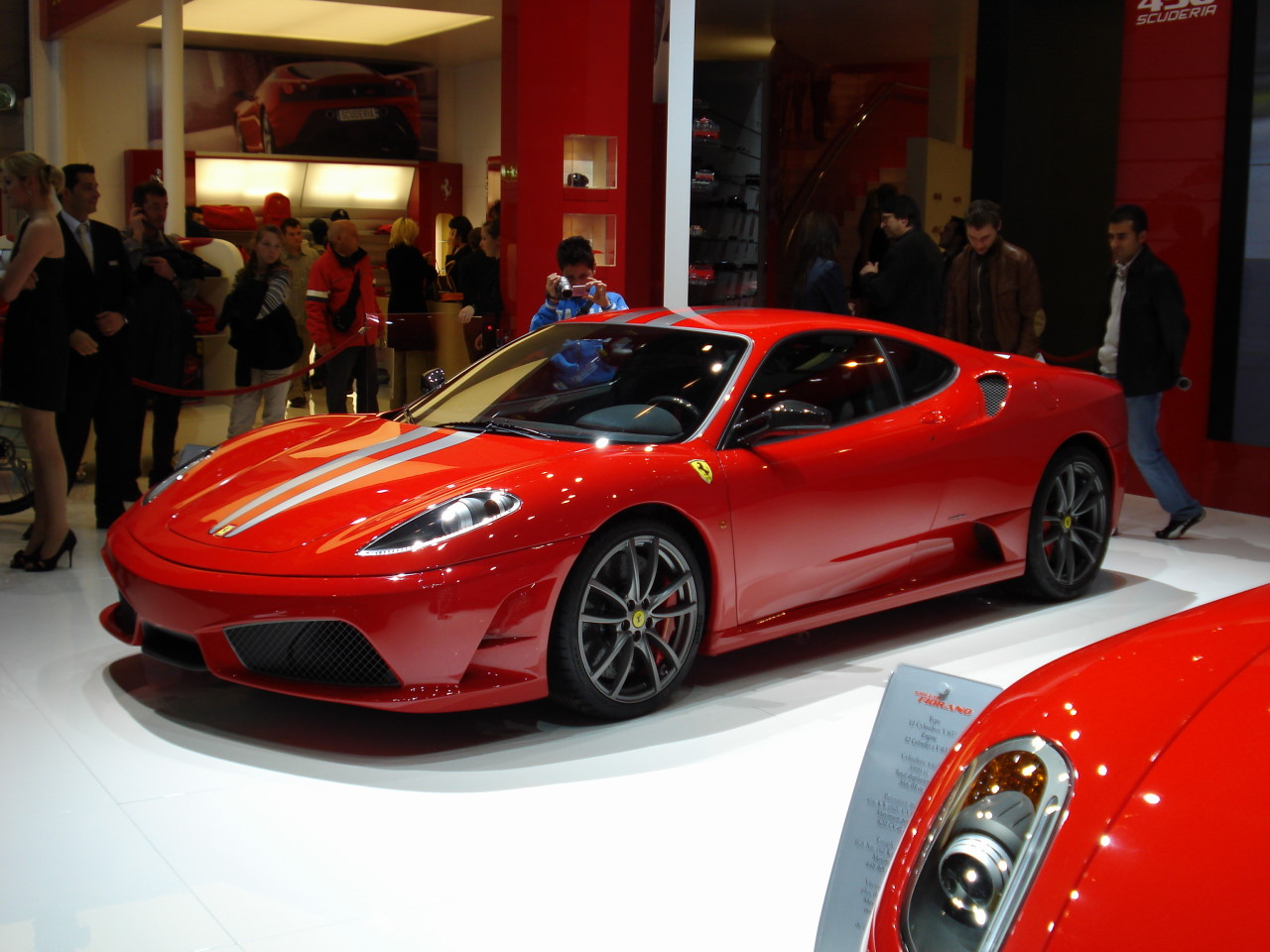
法拉利F430 Scudéria

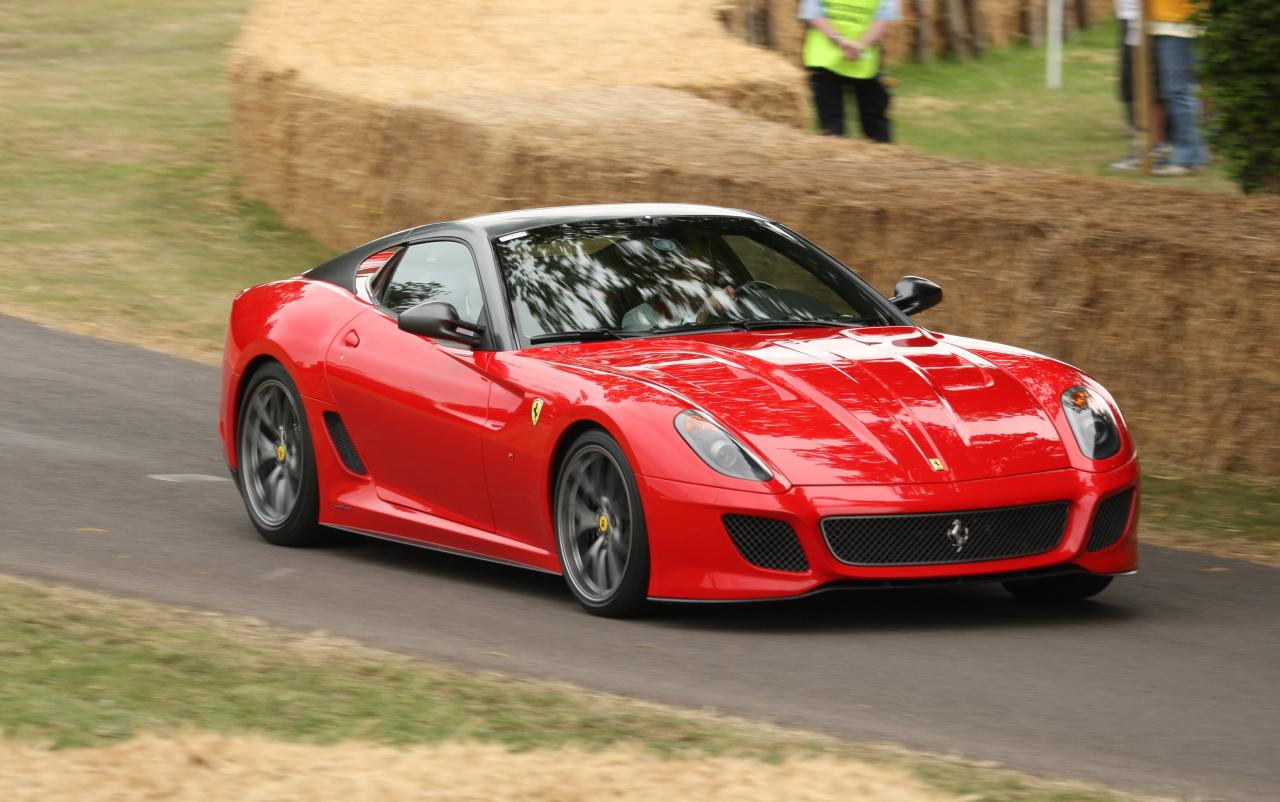
法拉利599 GTO

- 1951年-1952年 212 Coupe/Cabriolet
- 1952年 340 MM Berlinetta/Spider
  - 1993年 348 GTB/GTS
- 1995年-1998年 F355
  - 1994年 F355/GTS
  - 1997年 355 F1
- 1999年-2004年 Ferrari 360
  - 1999年-2004年 360 Modena/Spider
  - 2003年-2004年 Challenge Stradale
- 2005年 F430 Coupe/Spider
  - 2007年 430 Scuderia
  - 2008年 Scuderia Spider 16M
- 2009年 458 Italia
  - 2012年 458 Spider
  - 2014年 458 Speciale
- 2015年 488 GTB
  - 2016年 488 Spider
  - 2018年 488 Pista
- 2019年 F8 Tributo

#### 2座位 Grand Tourer
- 1952年-1967年  America
  - 1952年  340 America
  - 1953年  375 America
  - 1956年  410 superamerica
  - 1957年  410 superamerica III
  - 1960年  400 superamerica
  - 1964年  500 Superfast
  - 1966年  365 California
- 1953年-1962年  250
  - 1952年  250S/250MM
  - 1953年  250 Export/Europa
  - 1954年-1963年  250 GT Europa/Boano/Ellena/Coupe Pininfarina/Lusso
  - 1957年-1960年  250 GT Berlinetta/Cabriolet/California Spyder/SWB
- 1964年  330
  - 1966年  330 GTC Coupe
  - 1966年  330 GTS Spider
- 1964年-1968年  275
  - 1964年-1965年  275 GTB/ GTS
  - 1966年-1968年  275 GTB/4
- 1968年  365
  - 1968年-1969年  365 GTC Coupe
  - 1969年-1970年  365 GTS Spider
- 1968年-1973年  Daytona
  - 1968年  365 GTB4/ 365 GTS4
- 1996年-2001年  550 Maranello
  - 1996年-2000年  550 Maranello Coupe
  - 2001年  550 Barchetta
- 2002年-2006年  575M Maranello
  - 2004年  Barchetta
  - 2005年  Superamerica
- 2007年  599 GTB Fiorano
  - 2010年  599 GTO
- 2008年  Califorina
- 2012年  F12 Berlinetta
- 2015年  F12 TDF
- 2017年  812 superfast

#### 中置引擎 2+2
- 1974年-1980年  208/308 GT4
  - 1974年-1975年  Dino 308GT4
  - 1976年-1980年  308GT4
  - 1975年  208 GT4
- 1980年  Mondial
  - 1980年  Mondial 8
  - 1982年  Mondial Quattrovalvole
  - 1983年  Mondial Cabriolet
  - 1985年  3.2 Mondial/ 3.2 Cabriolet
  - 1989年  Mondial T

#### 前置引擎 2+2

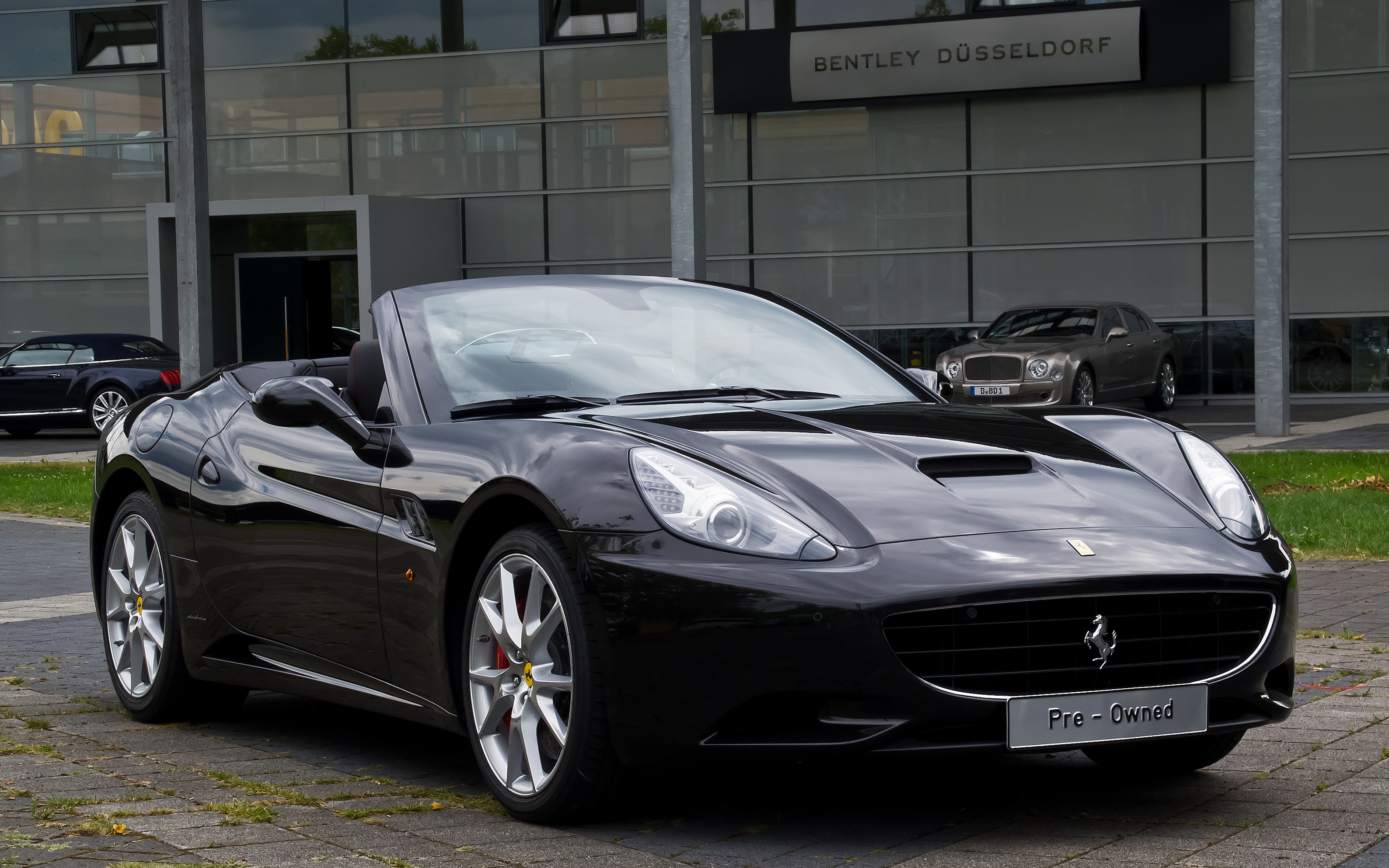
法拉利California

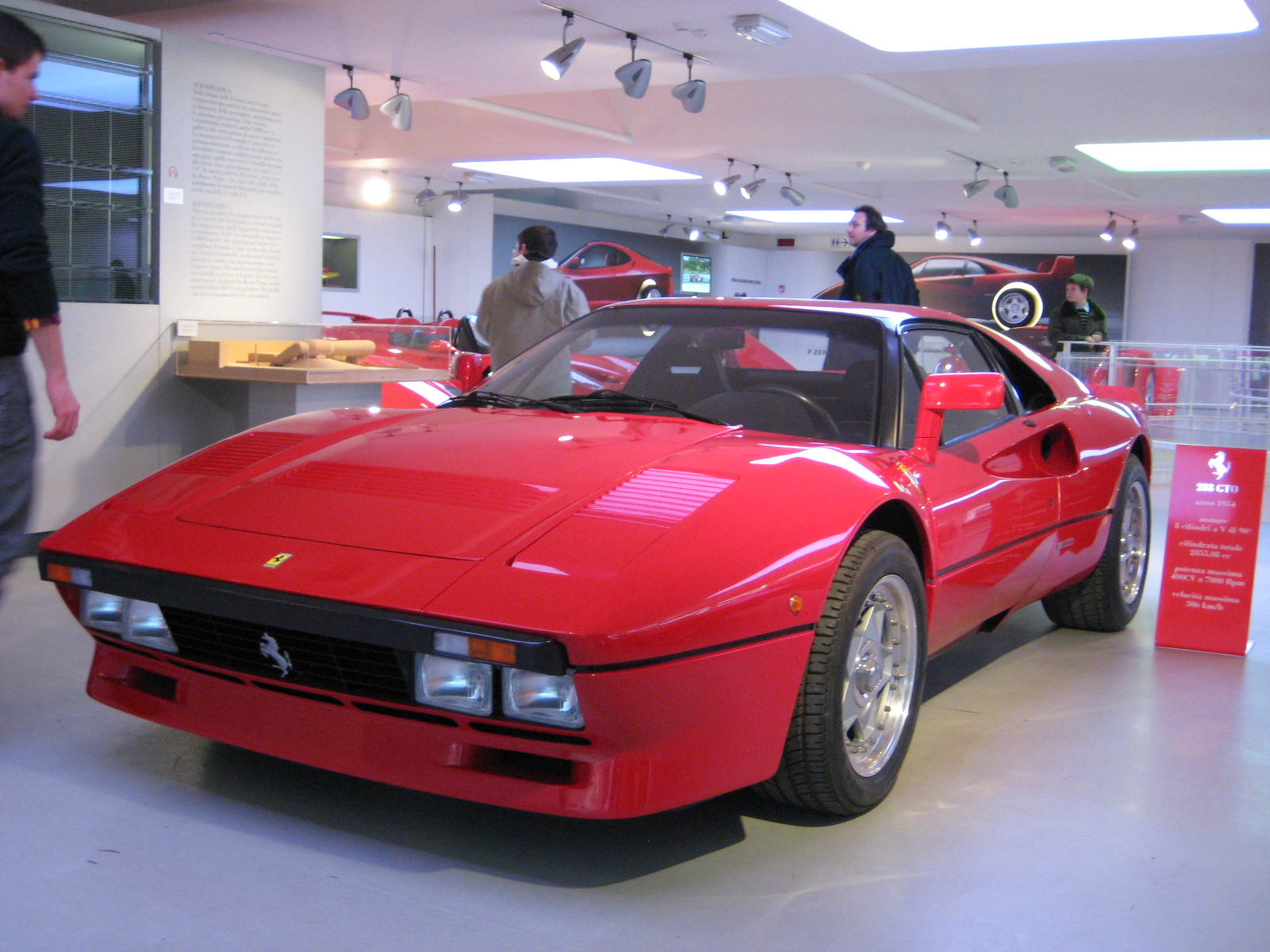
法拉利 288 GTO

- 1960年-1963年  250
  - 1960年-1963年  250 GT 2+2
- 1964年-1967年  330
  - 1964年-1967年  330 GT 2+2
- 1967年-1971年  365
  - 1967年-1971年  365 GT 2+2
- 1968年-1973年  365 Daytona
  - 1971年-1972年  365 GTC4
  - 1972年-1976年  365 GT4 2+2
- 1976年-1989年  400/412
  - 1976年  400 Automatic
  - 1979年  400i
  - 1985年  412
- 1992年-2003年  456
  - 1992年-1997年  456 GT/GTA Coupe
  - 1998年-2003年  456M GT Coupe
- 2004年-2010年  612 Scaglietti
- 2009年 Ferrari California
- 2011年 FF
- 2016年 ferrari GTC4 Lusso

#### 中置引擎 12汽缸

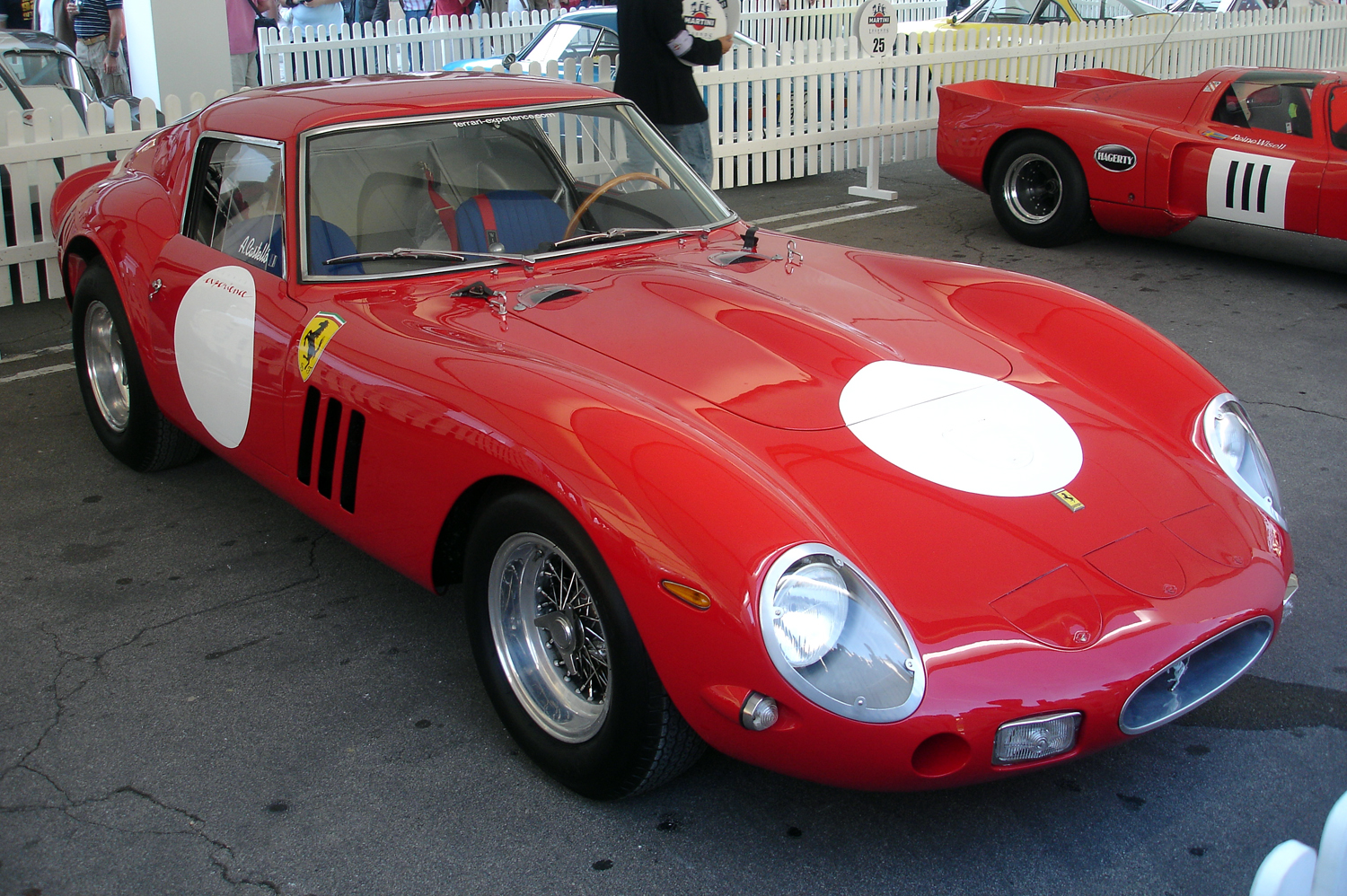
法拉利250 GTO

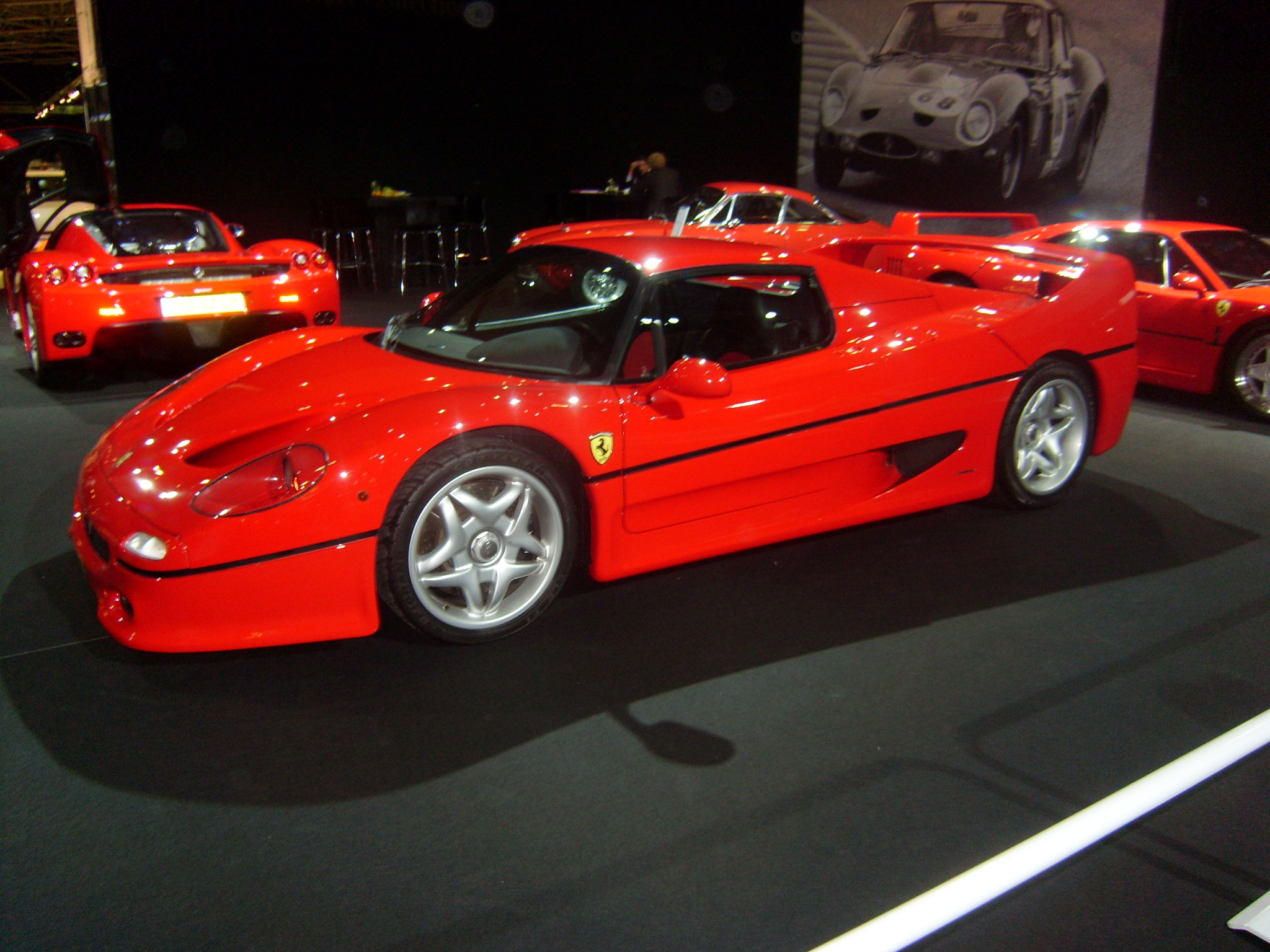
法拉利F50

- 1971年-1984年  512 Berlinetta Boxer
  - 1971年  365 GT4 BB
  - 1976年  BB512
  - 1981年  BB512i
- 1984年-1996年  Testarossa
  - 1984年-1992年  Testarossa
  - 1992年-1994年  512TR
  - 1994年-1996年  F512M

#### 超級跑車
- 1962年  250 GTO
- 1984年  288 GTO

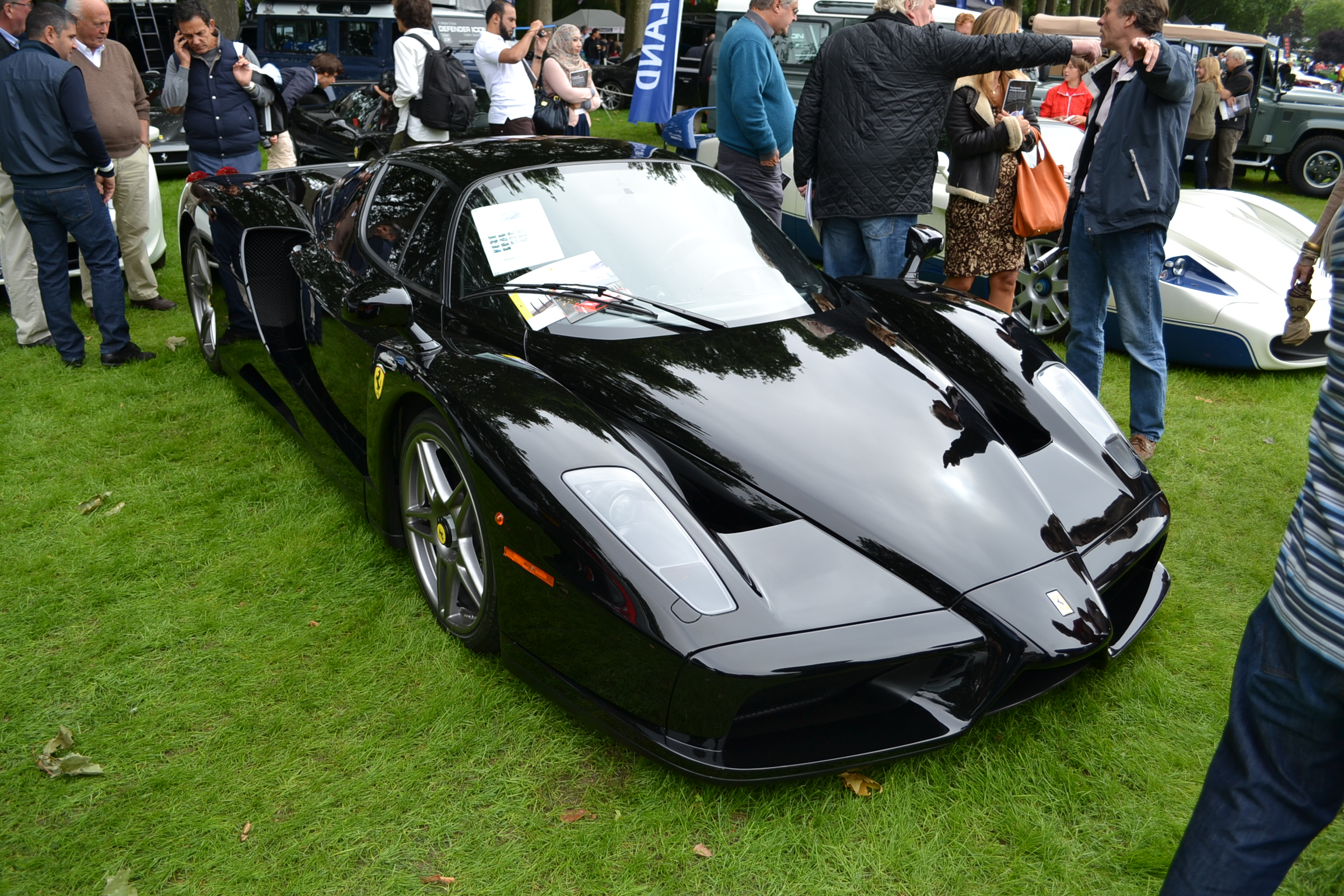
Enzo

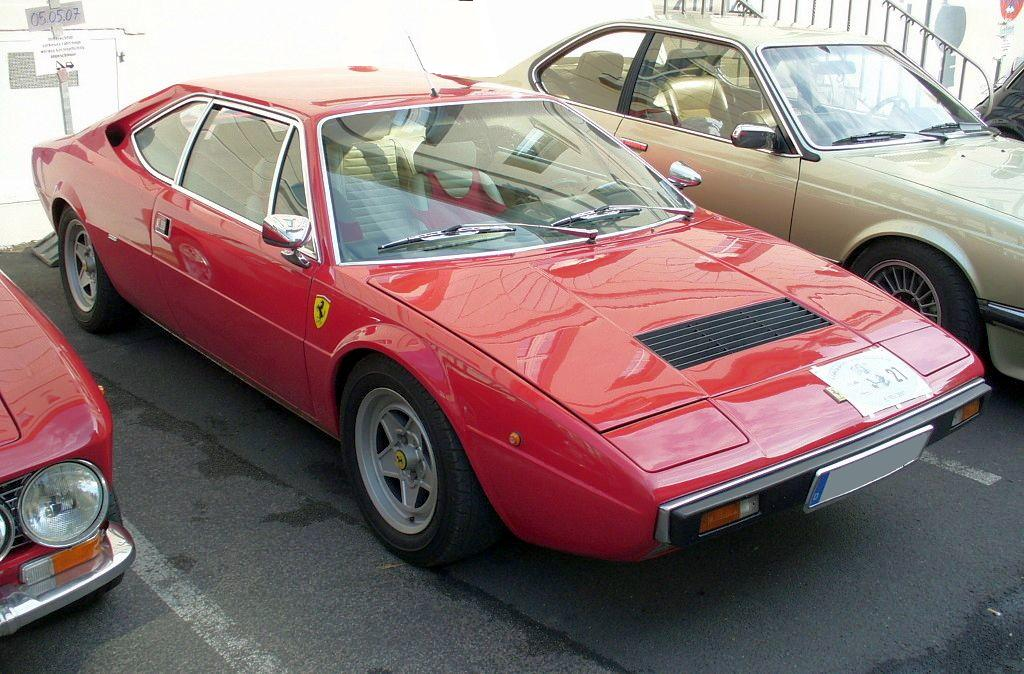
Ferrari Dino 308 GT4

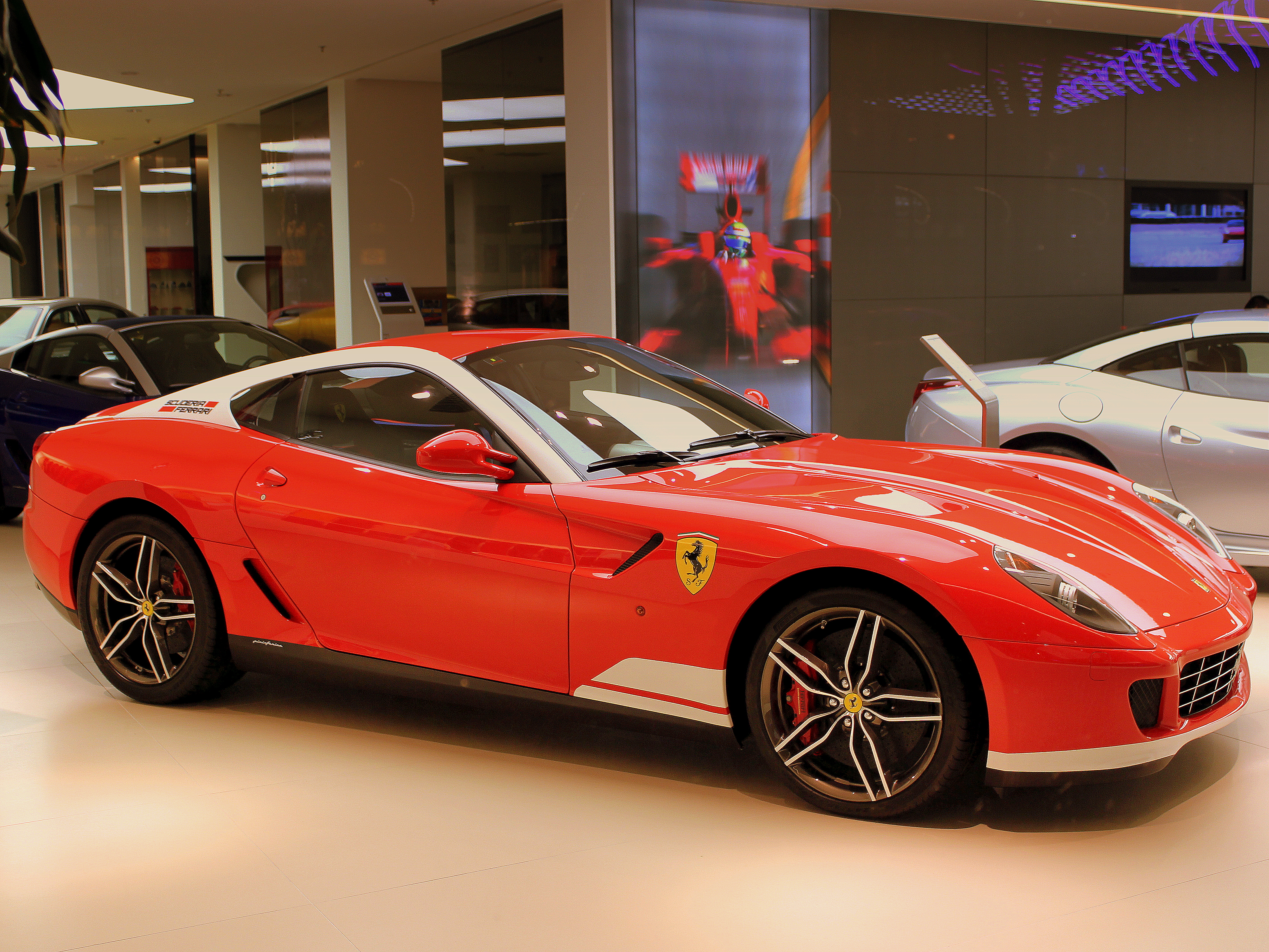
599 GTB

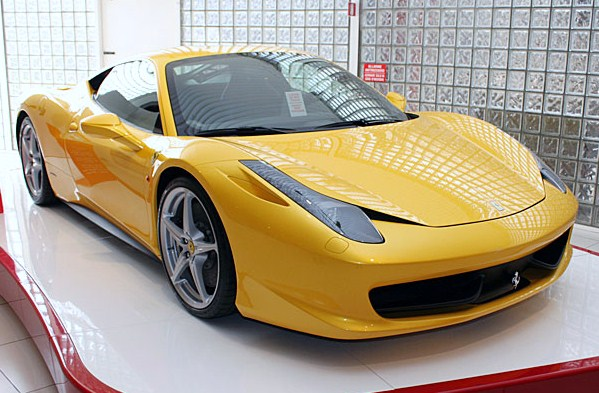
Ferrari 458

- 1984年-1996年 Testarossa
- 1988年-1992年 F40
- 1995年-1997年 F50
- 1996年 F50 GT,
- 2003年-2005年 Enzo
- 2005年-2006年 FXX
- 2009年 599XX
- 2013年 LaFerrari
- 2013年後 FXX K
- 2015年-2019年 488 GTB
- 2017年後 FXX K evo
- 2019年-2025年 F8 Tributo
- 2022年後 Daytona sp3

### 比賽型號
- ferrari 488 GTE
- ferrari 488 GTE EVO
- ferrari 488 Gt3
- ferrari 488 GT3 Evo
- ferrari 488 challenge
- ferrari 488 challenge evo

#### 現在車型
- Portofino M
- Ferrari 296 GTB
- SF90 Stradale
- Ferrari Monza sp1
- Ferrari Monza sp2
- Ferrari Roma

#### 舊型號
- 1947年  125 Sport
- 1948年  166
- 1949年  125 F1
- 1951年  340 America
- 1952年  250MM
- 1953年  340 MM
- 1953年  375 MM
- 1954年  750 Monza
- 1954年  250 Monza

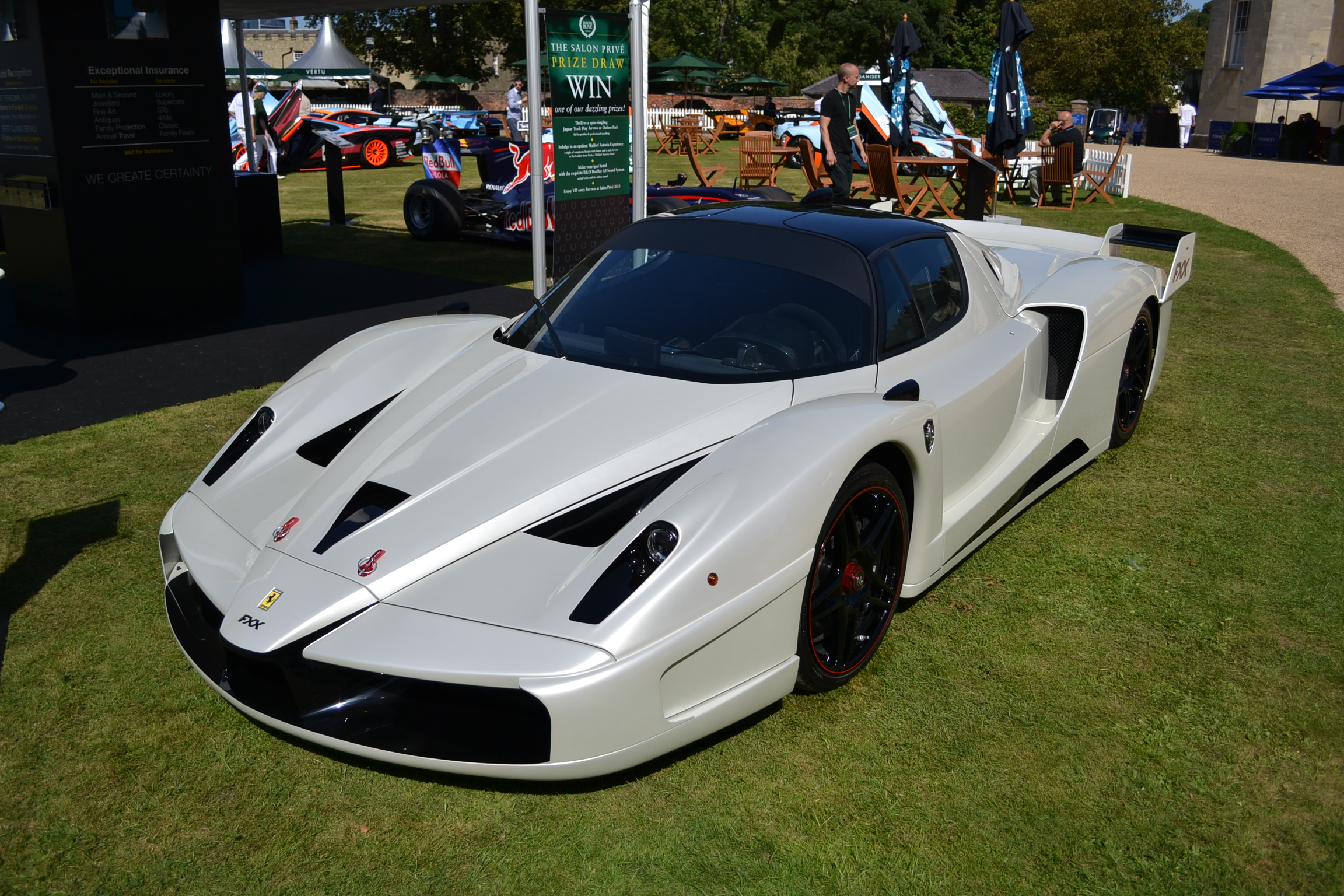
FXX

- 1956年  250 Testa Rossa
- 1960年  250 TR60/61
- 1962年  GTO
  - 1962年  250 GTO
  - 1963年  330 LMB
- 1963年  P/LM series
  - 1963年  250 P
  - 1964年  250 LM
  - 1964年  330 P
  - 1965年  330 P2
  - 1966年  330 P3
  - 1967年  330 P4
  - 1967年  412 P
- 1969年  312 P
- 1969年  512 S and 512 M
- 1971年  312 PB
- 1994年  333 SP
- 1996年  F50 GT
  - 2003年 360 Challenge stradale
  - 2004-2006年 360 GTC
- 2006年 430 GT
- 2006年 430 Challenge

## 外部連結
- 法拉利 官方網站 （页面存档备份，存于）
- 法拉利 香港官方網站 （页面存档备份，存于）
- Scuderia Ferrari Formula 1 官方網站 （页面存档备份，存于）
- 法拉利 官方的Facebook專頁
- 法拉利 香港官方的Facebook專頁
- Ferrari Scuderia Ferrari Formula 1 官方的Facebook專頁